# José Luis Sandoval
José Luis Sandoval (San Miguel Zapotitlán, Sinaloa; 25 de agosto de 1968) es un beisbolista profesional mexicano que jugó en las máximas ligas de verano e invierno del béisbol mexicano. Jugó en la posición de Short Stop, y actualmente se desempeña como entrenador.

## Carrera
El Borrego, como es comúnmente conocido, surgió de las sucursales de los Diablos Rojos del México y debutó en la temporada de 1990. Rápidamente se convirtió en figura del equipo escarlata, tanto a la defensiva como a la ofensiva. 
En sus primeras tres campañas bateó .291 con 56 cuadrangulares, lo que hizo que los Piratas de Pittsburgh se interesaran en él. Fue firmado por el equipo, sin embargo fue mandado a la sucursal de Triple A, los Bisontes de Buffalo.
Rápidamente regresó a la liga mexicana. Ha jugado para el México en la LMB desde su regreso hasta su retiro en la temporada de 2013, a excepción de la temporada de 1997, cuando jugó para los Saraperos de Saltillo. 
En el penúltimo juego de la temporada regular de 2008 ante Veracruz conectó su hit número 2000 de por vida en la LMB.
Actualmente posee el récord para un jugador del México de más carreras producidas, además es segundo en temporadas jugadas, partidos jugados, carreras anotadas, hits, bases con hits, home runs y dobles. Es también, en cuanto a números, el mejor parador en corto ofensivo de todos los tiempos de la liga.
Fue elegido el Jugador Más Valioso de la Serie Final de la temporada de 2008, en la que el México venció a los Sultanes de Monterrey en 5 juegos. Sus números en la serie fueron de .352 de porcentaje de bateo, 4 carreras producidas y un home run, además de una efectividad de 1000 en el fildeo.
En el invierno jugó para los Naranjeros de Hermosillo. Para la temporada 2011-2012 de la Liga Mexicana del Pacífico fue cedido a préstamo a los Yaquis de Ciudad Obregón. 
Desde octubre de 2015 es mánager del equipo Diablos Rojos del México, equipo sucursal de Diablos Rojos en la Liga Invernal Mexicana. Equipo que llevó al título en la temporada 2015-2016 de la Liga Invernal Mexicana.
El 23 de noviembre de 2015, fue anunciado el nuevo mánager de los Diablos Rojos del México para la temporada 2016 en sustitución del Negro de Guaymas, Miguel Ojeda.